# Nuculana maxwelli
Nuculana maxwelli is een tweekleppigensoort uit de familie van de Nuculanidae. De wetenschappelijke naam van de soort is voor het eerst geldig gepubliceerd in 2006 door Beu.